# زنگووارکونی
زنگووارکونی (به مجاری:  Zengővárkony) یک منطقهٔ مسکونی در مجارستان است که در ناحیه پچ‌واراد واقع شده‌است.